# Eustichia jamesonii
Eustichia jamesonii là một loài rêu trong họ Eustichiaceae. Loài này được Taylor Müll. Hal. mô tả khoa học đầu tiên năm 1851.